# Pendulum (banda)
Pendulum es una banda australiana-británica de rock alternativo, drum and bass y rock electrónico, fundada en 2002 por Rob Swire, Gareth McGrillen, y Paul Harding. La banda se caracteriza por su estilo de combinar música electrónica con rock y por sus variadas presentaciones . Se localizaban en Reino Unido donde fueron considerablemente conocidos. En junio del 2012, su líder Rob Swire anunció su separación para dedicarse a su más reciente proyecto Knife Party. En agosto de 2013, Rob Swire anunció que un nuevo álbum podrá ser lanzado "Alguna vez en el año 2014". El 18 de febrero de 2016, se subió a la cuenta oficial de Facebook de la banda un cartel anunciando una actuación junto al mensaje "Pendulum Returns" (Pendulum vuelve). El 21 de marzo del mismo año, el grupo realizó la aparición en el Ultra Music Festival, un reconocido festival de música realizado en la ciudad de Miami, encargándose de realizar la última actuación de esta edición.

## Historia
Iniciando con una idea en común e influencia de varios estilos musicales Rob Swire, Gareth McGrillen y el DJ pionero Paul ‘El Hornet’ Harding en 2002 decidieron realizar su primer trabajo que fue Vault el cual se convirtió en un éxito para el 2003. Con lo cual trajo una serie de Sencillos como "Trail of Sevens", "Spiral", "Ulterior Motive", "Back to You" y "Still Grey". Esto llama la atención del renombrado DJ Fresh, quien con su reciente sello Breakbeat Kaos invita a Pendulum a unirse con la intención de formar un equipo de músicos visionarios; dando de esta manera la oportunidad de tocar en directo, por lo que se mudan al Reino Unido para tener una intensa gira por dicho país. Editan sus primeros sencillos "Another Planet" y "Voyager" bajo el sello Breakbeat Kaos, haciendo que sea el número 1 en el UK’s National Dance Chart. 
Para el 2005, Pendulum saca su aclamado álbum debut "Hold Your Colour", con el cual ganan más popularidad en Europa y la adición del guitarrista Perry Ap Gwynedd, el baterista Kodish y el MC Verse, con lo cual dan una nueva imagen musical al grupo y cierran tratos con Warner Bros. Records y EarStorm. Pronto después de una serie de conciertos, lanzan el sencillo de "Granite", presentan en radio "Propane Nightmares" y anuncian su segundo álbum "In Silico"; el cual fue recibido muy bien por las críticas, junto a los videos de "Propane Nightmares" y "Granite". Para después del lanzamiento del álbum, inician giras en festivales y con grupos como Linkin Park y Jay-Z’s Projekt Revolution, Download, Creamfields, Reading/Leeds and T in the Park aumentando su popularidad y mejorando la ejecución y ambiente de sus conciertos.
Hacia el 2008, inician su gira por América, pasando por Estados Unidos, Canadá, México y Brasil, generando buenas críticas y sensación con el nuevo público, terminando así en eventos televisados y tocando en el Miami’s Ultra Music Festival. Regresando al Reino Unido, graban los videos musicales de "The other Side", "Showdown" y el concierto en Brixton Academy, con el cual para el 2009 dan a conocer su propuesta de Hard Rock Electrónico en vivo en versiones de DVD y CD, además de otra serie de conciertos por el Reino Unido. 
Para inicios del 2010, anuncian a su nuevo baterista KJ Sawka, el sencillo de "Watercolour" y su próximo nuevo álbum "Immersion". Con lo cual tienen una mayor colaboración al punto de lanzar el primer video en 360° con la canción "Salt In The Wounds" y un nuevo concepto visual (además con los fanes) en el video de "Watercolour".
Para inicios del 2011, anuncian un convenio con la banda musical Linkin Park para actuar con ellos en la promoción del nuevo disco de Linkin Park A Thousand Suns: World Tour 2011. Pendulum asistirá de invitado oficial en la gira de Estados Unidos.
El 3 de enero de 2012, Pendulum anunció a través de Twitter, que se tomarían un descanso después de la gira y aprovechó para agradecer a sus fanes por los últimos años. Dejó la puerta entreabierta para un nuevo lanzamiento en el año 2013. Por su parte, Swire manifestó en su Twitter personal que la banda estará en un ínterin, y que se centrará en Knife Party, el cual es ahora, su proyecto principal.
En enero de 2017 Pendulum vía redes sociales y su página web, Pendulum hace oficial el regreso una vez más de la banda mediante 3 videos, todo indica que será para dar un concierto en Londres el 26 de agosto de 2017, pero esto no garantiza próximos álbumes o trabajos.

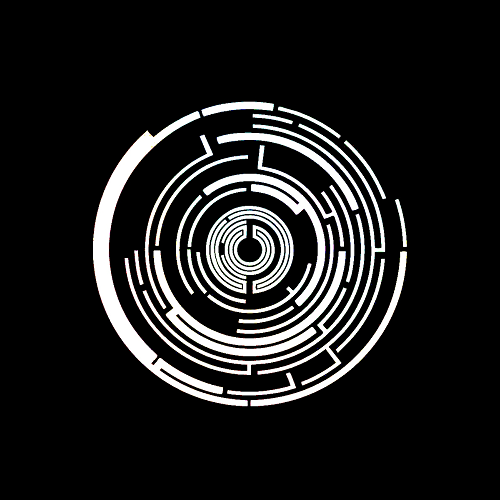
Símbolo utilizado por Pendulum.

En mayo de 2025, la banda anunció su cuarto LP: Inertia. El álbum incluirá Napalm junto con los ocho temas de los EP Elemental y Anima, además de cinco temas nuevos (algunos de los cuales se estrenaron en conciertos de 2023 y 2024).
El 9 de agosto de 2025, Pendulum regresará para su mayor concierto en vivo hasta la fecha. Un concierto único al aire libre en el Reino Unido, en el National Bowl de Milton Keynes, con aforo para 65.000 personas.

## Knife Party
Es un nuevo proyecto integrado por miembros de Pendulum, Rob Swire y Gareth McGrillen. Intentan tomar distancia de Pendulum buscando orientarse a los géneros Electro House y dubstep. Su primera incursión musical fue remezclando Save the World para Swedish House Mafia, con quien también colaboraron en la pista "Antidote". También remezclaron "Crush On You" de los productores de dubstep Nero y Unison de Porter Robinson, y realizaron una colaboración con Skrillex haciendo una pista con cierta influencia del Moombahton llamada "Zoology". Tienen cuatro EP lanzados hasta el momento, "100% No Modern Talking", "Rage Valley", "Haunted House", "Trigger Warning" y además poseen un LP titulado "Abandon Ship", el cual fue lanzado el 27 de octubre de 2014.

## Estilo e Influencias de la banda
Cuando se formó Pendulum , su estilo musical era considerablemente más un sonido Drum and Bass más que los otros trabajos que lo harían conocidos para más adelante en su carrera. Sintonías como "Masochist", "Vault", "Back 2 You" y "Voyager", que se estrenaron en sellos como Uprising Records, 31, Renegade hardware y Low Profile Records, tienen un aire más oscuro y más melódico a los que está ausente sustancialmente de sus producciones posteriores. Pieza más reciente de la banda es considerada como generalmente se inclina fuertemente hacia el mainstrem, sonido dance- conducido. Los primeros trabajos, como "Another Planet" parece indicar una afinidad temprana con un sonido más global, similar al de otros artistas Breakbeat Kaos como DJ Fresh y Adam F.
El grupo también ha producido varias mezclas de otros artistas, uno los más conocidos es la mezcla de "Voodoo People", original de The Prodigy, Swire afirmó en una entrevista que fue hecha en dos días antes de publicar Hold Your Colour . Entre 2008 y 2010, hicieron versiones / canciones remezcladas incluyendo "Immigrant Song" de Led Zeppelin, "The Catalyst" de Linkin Park, "Im Not Alone" de Calvin Harris, "Violet Hill" de Coldplay y "Master of Puppets" de Metallica. Versiones de Pendulum de "Im Not Alone" y "Master Of Puppets", existen como grabaciones de estudio, pero no han sido lanzadas oficialmente, y solo se ven de antemano durante sesiones de DJ. La versión original en vivo de "Master of Puppets" se toco como una introducción instrumental de "Slam", y apareció en su primer álbum en vivo / DVD. Durante su gira por Estados Unidos como teloneros de Linkin Park, la canción fue tocada en su totalidad, con Rob haciendo voces. Pendulum también ha remezclado su propia música y, en ocasiones, temas musicales de televisión, como el de la televisión australiana "ABC News Tema ", en mayo de 2010. La mezcla demostró ser inmensamente popular entre los oyentes de la emisora de radio australiana Triple J, la votaron en el número 11 en el 2010 Triple J Hottest 100 Countdown.
El estilo musical de Pendulum consistió en una fusión de drum and bass (junto con otros géneros electrónicos), el rock alternativo y hasta el heavy metal en su álbum más reciente "Immersion" donde hasta en la canción "Self vs. Self" aparece una colaboración de la banda sueca de death metal melódico In Flames y más reciente influencias del dubstep , con la inclusión de instrumentos acústicos. Esto crea un sonido que es rock electrónico, aunque con drum and bass mucho más prominente. El bajista Gareth McGrillen declaró en una entrevista en Channel 4 que utilizan 13 equipos durante las presentaciones en vivo, todos los cuales están mezclando los sonidos producidos por los instrumentos en tiempo real. Rob Swire indica en la revista TJECK y la revista Rock Sound que le gustaría comenzar a producir canciones con un estilo punk hasta ellos, a excepción de la inclusión de sonidos electrónicos en un futuro próximo. Los miembros de Pendulum son fanes de grupos de rock y metal, que pueden ellos han inspirado para fusionar varios géneros de la música juntos, lo cual es una práctica habitual en esos géneros.
Entre las influencias de la banda se encuentran grupos/artistas como Bad Company UK (dnb), Cave In, Dead Kennedys, Dick Dale, Ed Rush & Óptical, Herb Alpert & The Tijuana Brass, Howlin' Wolf, In Flames, Konflict, Led Zeppelin, London Elektricity, Messer Chups, The Prodigy, The Shadows, Soundgarden, The Surf Coasters, Tool, Deftones, etc.

## Separación y regreso a la banda.
Rob Swire anunció el 19 de junio de 2012 en su cuenta de Twitter el final del grupo Pendulum. La banda cuenta con 10 años de trayectoria y cuatro discos de estudio editados. Cultores de la música electrónica tuvieron éxito con varias canciones. 
“No habrá más espectáculos en directo de Pendulum. No hay planes de un nuevo disco en 2013″
De esa forma el líder del grupo puso punto y aparte a la experiencia. El 22 de agosto de 2013, Swire anunciaba en su Twitter un nuevo disco de Pendulum para 2014 ("We're probably going to release another Pendulum album some time next year." / "Probablemente lanzaremos otro disco de Pendulum el año próximo") aunque también reconocía que no necesariamente la banda volvería a actuar en directo. El 22 de agosto de 2015 en el Twitter oficial de Pendulum fue mostrada una imagen de los miembros de Knife Party junto al DJ set de Pendulum con Paul Harding "El Hornet". Rob Swire dijo lo siguiente: "De vuelta en el escenario con Pendulum después de 4 años"
El 16 de diciembre, el festival de música electrónica Ultra Music Festival anunció vía Redes Sociales y YouTube, que la banda volverá a presentarse en la edición 2016 que se realizará en Miami del 18 al 20 de marzo. Incluso señalan en la descripción la frase: "Sí, leíste bien" indicando que verdaderamente se presentarán.
En dicho festival el concierto fue un éxito y fue el grupo que cerró el Ultra Music Festival en el año 2016.

## Discografía

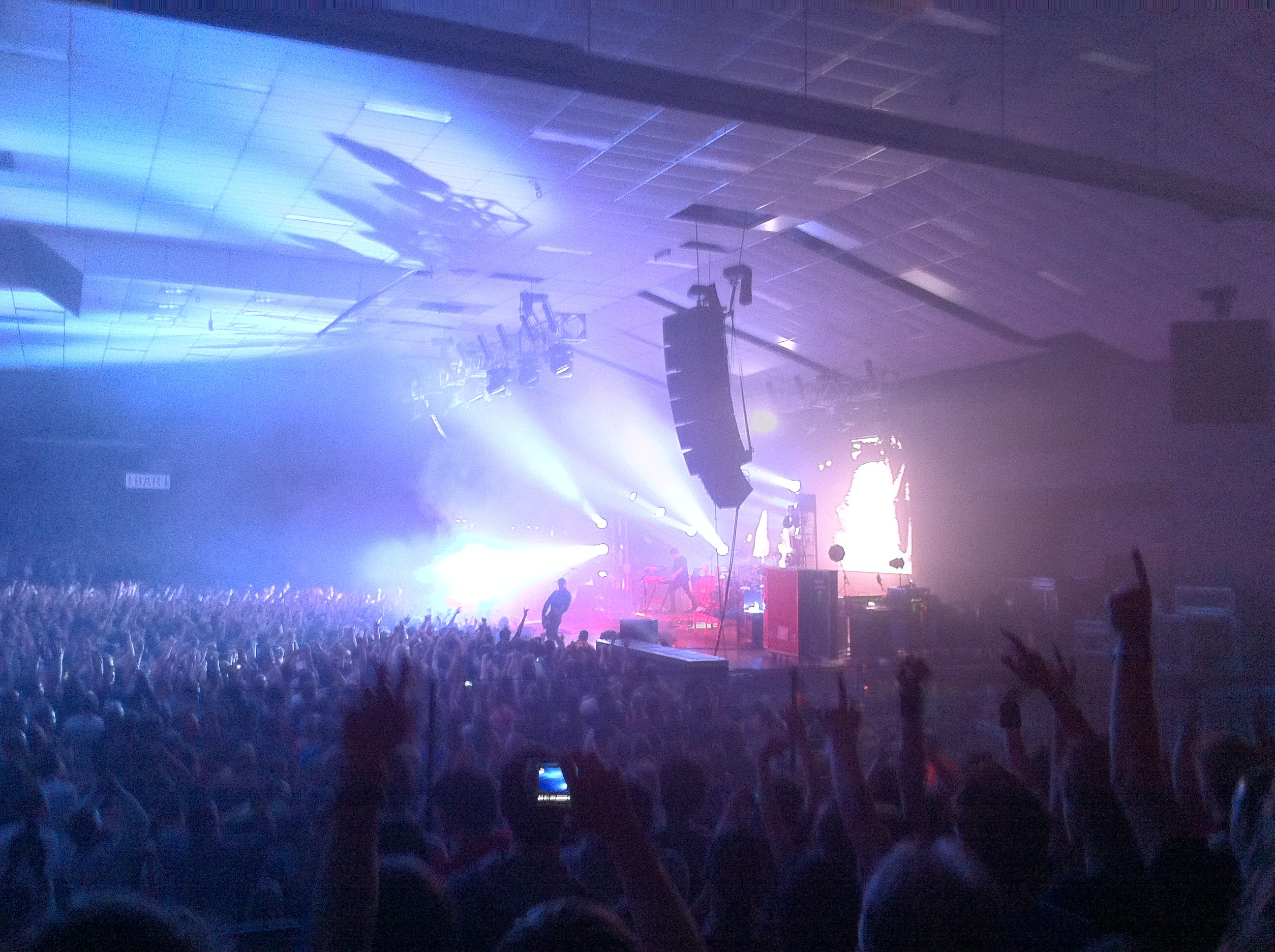
Espectáculo en vivo en Melbourne en 2010.

### Álbumes de estudio
- Hold Your Colour (2005)
- In Silico (2008)
- Immersion (2010)
- The Reworks (2018)
- Inertia (2025)

### Álbumes en vivo
- Pendulum: Live at Brixton Academy (2009)

### EPs
- Elemental (2021)
- Anima (2023)

### Sencillos
- Vault (2003)
- Spiral (2003)
- Another Planet/Voyager (Hold Your Colour) (2004)
- Back 2 You/Still Grey (Hold Your Colour) (2004)
- Tarantula/Fasten Your Seatbelt (Hold Your Colour) (2005)
- Slam/Out Here (Hold Your Colour) (2005)
- Hold Your Colour/Streamline (Hold Your Colour) (2006)
- Painkiller (Freestylers con Pendulum y SirReal) (2006)
- Blood Sugar/Axle Grinder (Hold Your Colour) (2007)
- Granite (In Silico) (2007)
- Propane Nigthmares (In Silico) (2008)
- The Other Side (In Silico) (2008)
- Showdown (In Silico) (2009)
- Watercolour (Immersion) (2010)
- Witchcraft (Immersion) (2010)
- The Island (Immersion) (2010)
- Crush (Immersion) (2011)
- Ransom (Immersion) (2011)
- Driver (Elemental) (2020)
- Nothing For Free (Elemental) (2020)
- Louder Than Words (Elemental) (2021)
- Come Alive (Elemental) (2021)
- Halo (Anima) (2023)
- Colourfast (Anima) (2023)
- Mercy Killing (con Scarlxrd) (Anima) (2023)
- Napalm (con Joey Valence & Brae) (2024)
- Sound Of You (con Armin van Buuren) (2025)
- Save the Cat (Inertia) (2025)
- Cannibal (con Wargasm) (Inertia) (2025)

### Covers realizados
- Led Zeppelin - "Immigrant Song"  (2008)
- Coldplay - "Violet Hill" (2008)
- Metallica - "Master of Puppets" (2008)
- Calvin Harris - "I'm Not Alone" (2009)
- Linkin Park - "The Catalyst" (2010)
- Jeff Wayne - "The Eve of the War" (Pendulum remix) (2011)
- Knife Party "Begin Again" (2016)
- deadmau5 - "Ghost n' Stuff" (2016)
- Enter Shikari - "Sorry, You're Not A Winner" (2022)
- Taylor Swift - "Anti-Hero" (2023)

### Mezclas
- 2004: Concord Dawn – Tonite (Pendulum Remix)
- 2004: Fresh – Submarines (Pendulum Remix)
- 2004: Nightbreed – Pack Of Wolves (Pendulum Remix)
- 2004: Ed Rush & Optical – Bacteria (Pendulum Remix)
- 2005: Jem – Just A Ride (Adam F vs Pendulum Music Mix)
- 2005: The Prodigy – Voodoo People (Pendulum Remix)
- 2010: Plan B – Stay Too Long (Pendulum Remix)